# Бакхауз, Вильгельм
Вильгельм Бакхауз (нем. Wilhelm Backhaus; 26 марта 1884, Лейпциг ― 5 июля 1969, Филлах, Австрия) ― немецкий пианист.

## Биография
Учился в Лейпцигской консерватории у Алоиза Рекендорфа (фортепиано) и Саломона Ядассона (композиция), в 1898―1899 году совершенствовался у Эжена д’Альбера, в дальнейшем был самоучкой. В 1900―1901 годах выступал в Великобритании, где, в частности, исполнил Четвёртый концерт Бетховена, заменив заболевшего Александра Зилоти. В 1901 году дебютировал на «Променад-концертах» с Первым концертом Мендельсона и Вариациями на тему Паганини Брамса. Крупный успех пришёл к Бакхаузу в 1905 году, когда он был удостоен первой премии на Рубинштейновском конкурсе в Париже, что позволило ему начать полноценную международную концертную карьеру.
В сезоне 1912―1913 годов Бакхауз выступал в США, где исполнил Пятый концерт Бетховена под управлением Вальтера Дамроша и дал сольный концерт в Карнеги-холле . С 1905 года Бакхауз преподавал в Манчестерском музыкальном колледже, в 1925―1926 году ― в Кёртисовском институте музыки в Филадельфии, однако никогда не считал себя хорошим педагогом. Несмотря на успех за океаном, в течение нескольких десятилетий пианист выступал почти исключительно в Европе (в 1928 году посетил с гастролями СССР), в 1931 году обосновавшись в Швейцарии. Лишь в 1954 году он приехал в США с концертами из музыки Бетховена, и публика вновь встретила его с восторгом.
Бакхауз охотно делал записи ― ещё в 1909 году он впервые в истории записал исполнение фортепианного концерта с оркестром (Концерт Грига), а в 1928 году ― все этюды Шопена. Дважды записал полный цикл сонат Бетховена: монозапись всех сонат сделана в начале 1950-х годов; одним из последних проектов Бакхауза стала почти полная стереозапись цикла сонат Бетховена, сделанная в 1959—1969 годах (не записанной в стерео осталась только соната № 29).
Важное место в репертуаре пианиста также занимали произведения Брамса, исполнение музыки которого Бакхаузом считается одним из лучших.